# 劉台子遺跡
劉台子遺跡（りゅうだいしいせき）は、中国の山東省済南市済陽区曲堤鎮劉台村の西の台地に位置する遺跡。劉台遺跡（りゅうだいいせき）ともいう。

## 概要
殷代から周代にかけての遺構が中心であるが、下層に龍山文化の遺構と上層に漢代の遺構が存在している。
1957年にはじめて発見され、70年代以降たびたび発掘された。総面積は2万平方m。1基の漢墓と4基の殷末周初の墓がある。殷周の青銅器や玉器を含む300件あまりの文物が出土した。33件の青銅器のうち14件は銘文を持ち、「王季作鼎彝」「斿作厥文考宝尊彝」「季作宝彝」「夆宝尊鼎」などの銘文が知られる。